# Jardim Botânico de Pádua
O Jardim Botânico de Pádua foi fundado no ano de 1545 e é o Jardim Botânico universitário mais antigo do mundo. O primeiro é o Jardim Botânico de Pisa, fundado em 1544.

## Características

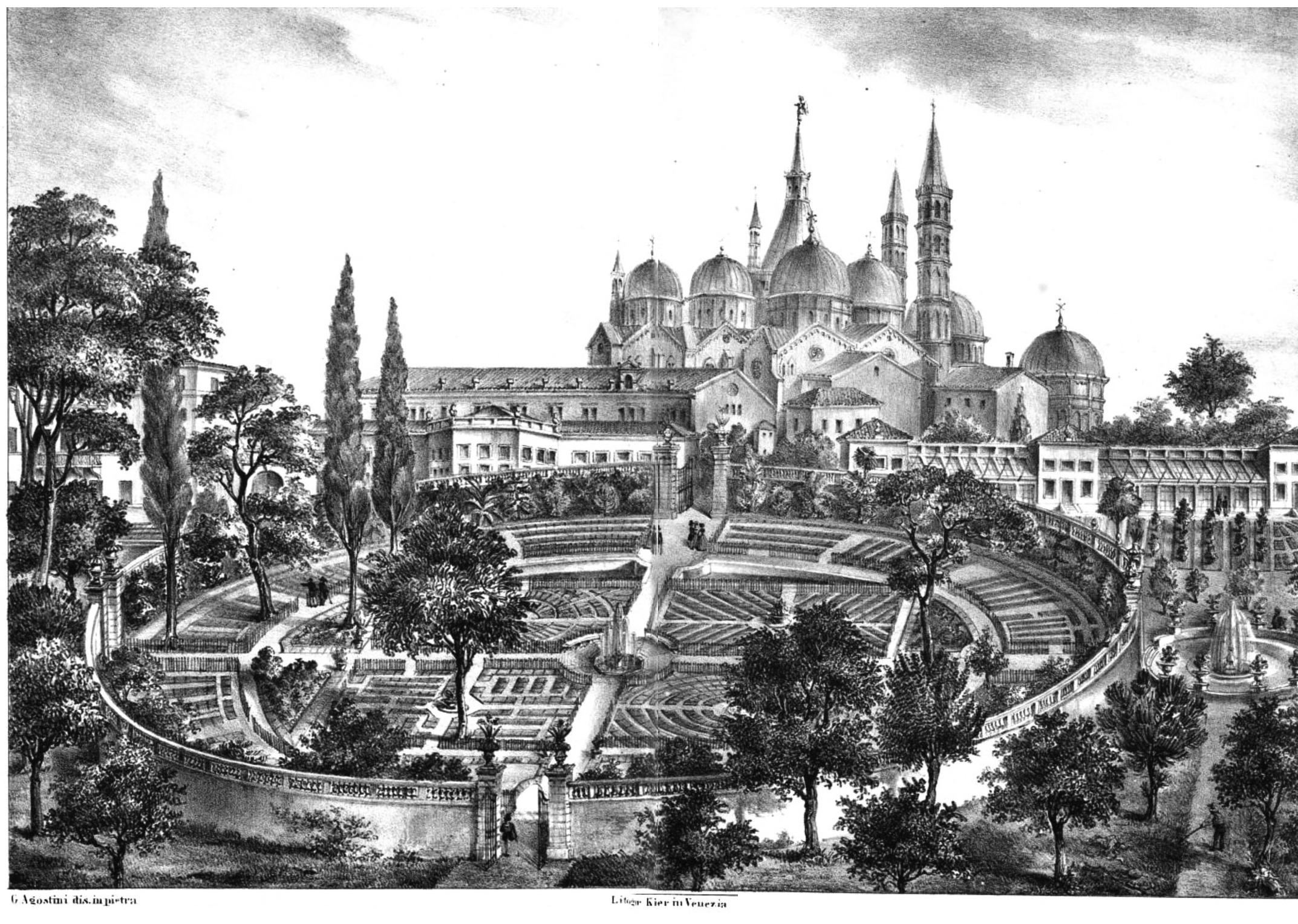
O Jardim Botânico de Pádua, vendo-se ao fundo a basílica de Santo António

O Jardim Botânico de Pádua tem uma superficie de aproximadamente 22 mil metros quadrados e é circundado por um muro, construído em 1552, para proteger as plantas medicinais de roubos. 
As plantas medicinais estão organizadas em canteiros, circundando todo o interior do muro. Na parte central há um tanque que abriga plantas aquáticas, como por exemplo, a Victoria regia. 
Atualmente, no Jardim Botânico de Pádua, encontram-se exemplares de:
- Plantas medicinais e venenosas
- Plantas carnívoras
- Plantas suculentas
- Orquídeas
- Plantas aquáticas
- Plantas alpinas
- Plantas mediterrâneas
- Plantas típicas do triveneto (da região)